# Escribas en el Antiguo Egipto

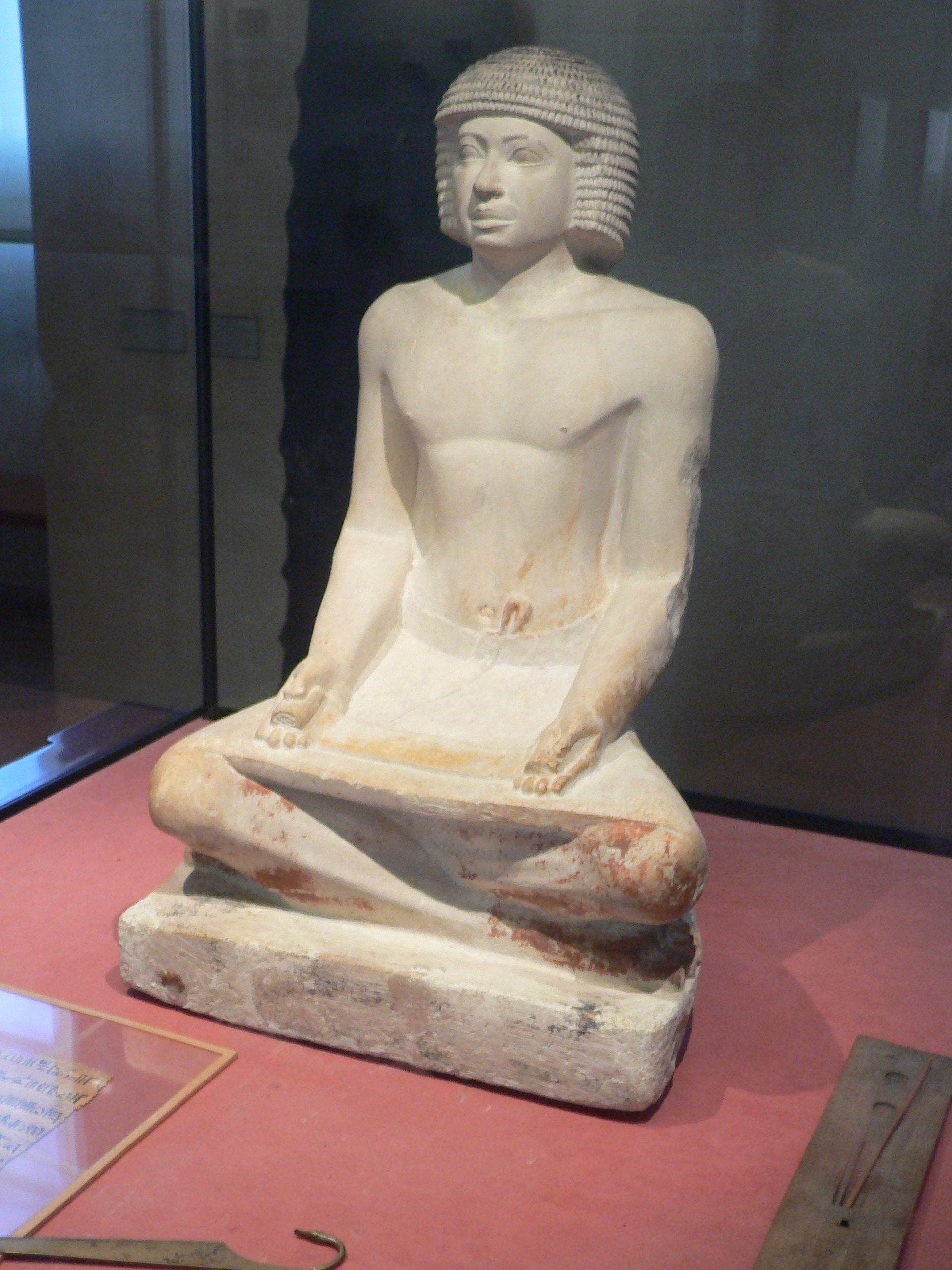
Estatua de un escriba egipcio. Museo del Louvre.

Los escribas del antiguo Egipto eran los encargados en inscribir, clasificar, contabilizar y copiar, utilizando varios tipos de escritura, como la hierática o demótica, que permitía escribir rápidamente, con la ayuda de un cálamo sobre papiros u ostracas.
Su atuendo era simple, una falda hecha de cuero o algodón.
Los Escribas en el antiguo Egipto pertenecían a una casta especial. En Egipto, el buen funcionamiento del Estado reposaba, esencialmente, en los escribas. Administradores , contables, literatos o escribanos públicos, estos maestros del cálculo y la escritura eran omnipresentes. Trabajaban en todos los departamentos de la administración, llegando incluso a ser escribas reales, dominando la administración central.
En principio, los escribas eran escogidos entre aquellos privilegiados que habían sido formados en el entorno de la familia real. Al final del Antiguo Imperio, el desarrollo de la administración conllevó la aparición de una casta de escribas. Los cargos se transmitían, generalmente, de padres a hijos. El célebre texto titulado “De la enseñanza de Jety” habla de un oficio noble.
Eran muchos los padres de  familia que consideraban que para sus hijos, “no había trabajo más hermoso que el de escriba”. Educados en una casa de vida, que dependía de un templo, los escribas aprendices estudiaban, de los cinco años a los diecisiete años, la escritura jeroglífica y hierática, gramática y textos clásicos, además de aprender Derecho, idiomas, historia, geografía y contabilidad.
Los escribas, antes de comenzar su trabajo, rezaban una plegaria a Dyehuty (Tot), su patrón. Siempre servían al Faraón.

## El faraón
En algunas representaciones, el faraón o algún familiar, aparecen vestidos con el modesto atuendo que caracterizaba a los escribas, aunque pocos faraones sabían leer y escribir. Tocado por la divinidad, el soberano no hacía más que tratar de representar a un ilustre modelo: el dios Dyehuty (Tot), creador de las lenguas y la escritura, escriba y chaty (visir) de los dioses, presunto autor de libros —especialmente de magia—, el patrón de los escribas. Seneferu, Tutmosis III, Ajenatón, Horemheb o Sethy fueron algunos de los faraones que se supone redactaron sus enseñanzas destinadas a sus sucesores. El gran papiro Harris I se estima que pudo ser inspirado por Ramsés III para su hijo Ramsés IV. En el periodo tardío de Egipto, la imagen de un babuino, el animal que le estaba consagrado, servía para reconocer al escriba.

## El escriba de los archivos reales

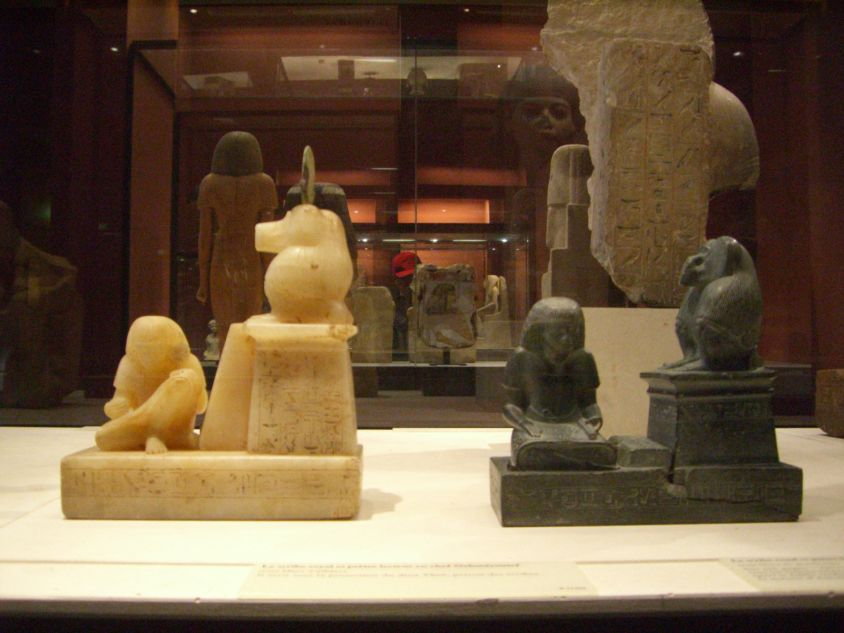
Estatuillas de escribas egipcios, junto a un babuino, a imagen de Tot. Museo del Louvre.

El escriba Jupuiu, que vivió durante la dinastía VI, desempeñó, al mismo tiempo, el cargo de ministro de asuntos del rey, escriba de los documentos reales y director de los escribas. Durante la dinastía VI, Dyau, cuya tumba se encontró en Abidos, era escriba de rollos divinos, director de los escribas reales y sacerdote lector.
Bajo el Imperio Antiguo de Egipto, el escriba de los Archivos Reales, del que se tiene constancia a partir del reinado de Neferirkara (dinastía V), era responsable del departamento de los documentos reales, llamado también doble departamento, a este se unían también otros servicios de archivos y bibliotecas. Las competencias del escriba de los archivos reales eran múltiples: cuidaba, controlaba y registraba todas las acciones de las demás instituciones. La importancia de su cargo demuestra, desde épocas remotas, la trascendencia que el Estado concedía a la escritura, que es el testimonio indispensable de todo aquello que constituía la vida de un país, en el que el gobierno basaba el conocimiento preciso de personas, bienes y aconteceres cotidianos.

## Escribas egipcios célebres
- Ptahhotep (siglo XXIV a. C.), escriba, administrador y chaty del faraón Dyedkara-Isesi.
- Senedyemib Inti (siglo XXIV a. C.), escriba, arquitecto y chaty de Dyedkara-Isesi.
- Senedyemib Mehi (siglo XXIV a. C.), escriba y chaty del faraón Unis.
- Intef hijo de Iku (siglo XXII a. C.), escriba gobernante del nomo de Uaset Tebas.
- Neferkara Iymeru (siglo XVII a. C.), escriba y chaty de Sebekhotep IV.
- Ahmes (siglo XVII a. C.), escriba autor del llamado papiro de Ahmes.
- Amenenjat, hijo de Ipuy (siglo XVII a. C.), autor del Papiro de las minas, el mapa topográfico más antiguo conocido.
- Useramon (siglo XV a. C.), también llamado User, fue chaty de Tutmosis III.
- Amenhotep (siglo XIV a. C.), escriba real y Sacerdote de Horus.
- Rahotep (siglo XIII a. C.), sacerdote y escriba bajo Ramsés II.
- Pentaur (siglo XIII a. C.), quien narró la famosa batalla de Qadesh y autor del poema del príncipe Pentaur, el hijo de Ramsés III.faraones
- Ramose trabajó en excavaciones y decoraciones de las tumbas reales de los Valle de los Reyes y Valle de las Reinas durante el reinado de Ramsés II.[1]